# Aufkleber

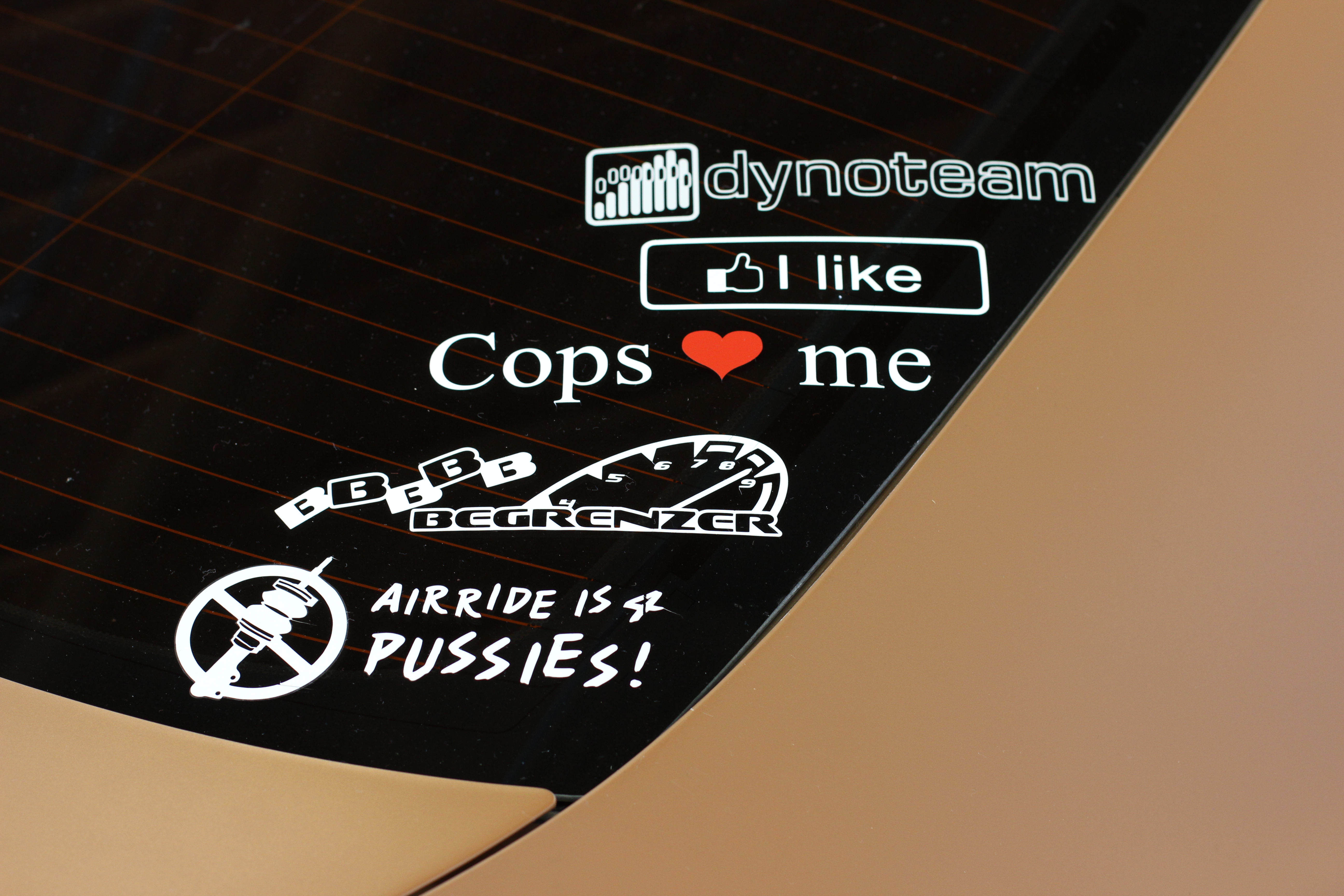
Unterschiedliche Vinylaufkleber auf einer Autoscheibe

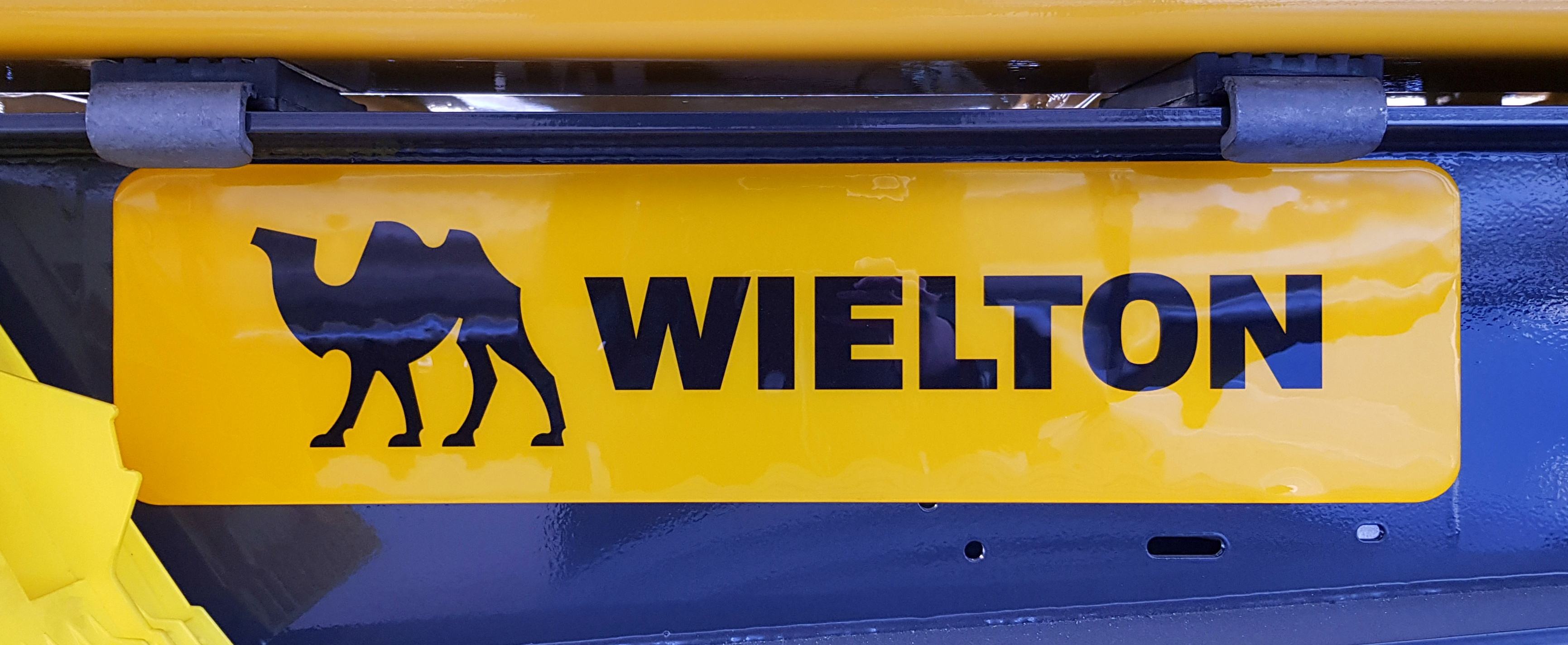
Markenaufkleber aus Kunststoff an einem Fahrgestell

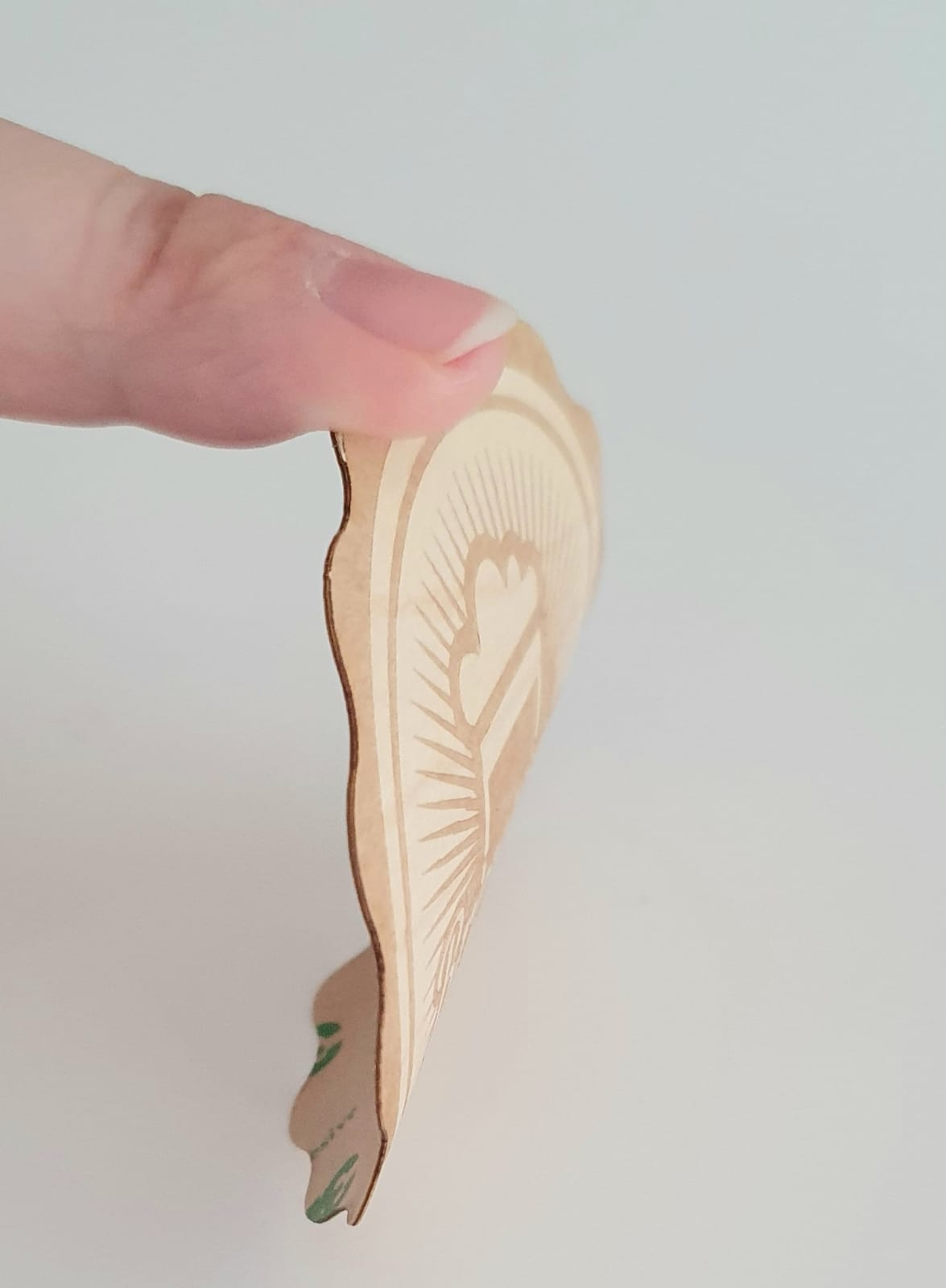
Holzaufkleber gebogen

Ein Aufkleber ist üblicherweise ein Druckerzeugnis aus Papier oder Kunststoff, das auf einer Seite bedruckt und auf der anderen Seite mit einer Selbstklebefläche ausgestattet ist.
In der üblichen Form erfreuen sich Aufkleber besonderer Beliebtheit bei Kindern und sind meist als Abziehbilder erhältlich. Aufkleber können auch plakative Werbemittel sein. Es gibt zudem Aufkleber mit politischen Motiven: sie werden oft auf Punk-Konzerten verkauft. Auch das Nationalitätszeichen eines Kraftfahrzeuges ist, wenn es nicht Bestandteil des amtlichen Kennzeichens ist, meist in Form eines Aufklebers ausgeführt. Oft sind Etiketten in Form eines Aufklebers ausgestaltet. Im Gegensatz zur Gummierung muss die Klebefläche nicht befeuchtet werden. Aufkleber existieren in sehr unterschiedlichen Formen.

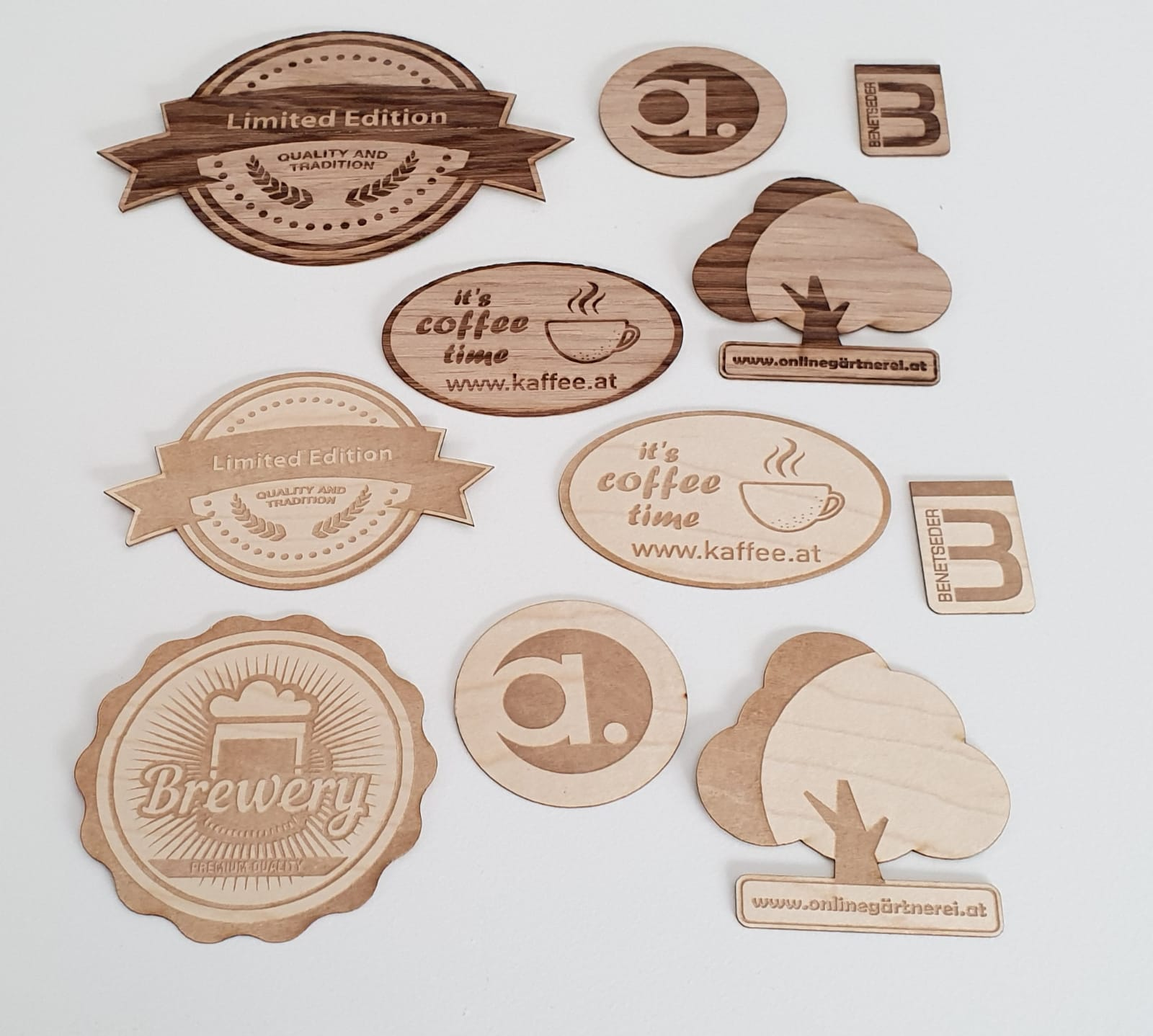
Holzaufkleber in verschiedenen Formen

Es werden nun auch Aufkleber aus Holz gefertigt. Ein Holzaufkleber oder Holzsticker ist ein Holzzuschnitt, welcher auf der Oberfläche lasergraviert oder bedruckt wird. Die Rückseite ist mit Selbstklebefolie beschichtet. Diese Selbstklebefolie gibt es in verschiedenen Haftstärken und verschiedenen Oberflächen. Diese Holzsticker sind in unterschiedlichen Stärken verfügbar und werden als nachhaltige Werbe- oder Informationsträger sowie als Dekoartikel eingesetzt. Dünne Holzaufkleber sind aus einem gebrochenen quer verleimten Holzfurnier und bieten so die Haptik und Optik eines Aufklebers. Festere Holzsticker werden aus Zwei- oder Dreischichtplatten gelasert.

## Geschichte
Schon die alten Ägypter und Sumerer verwendeten Rollsiegel mit Schriftzeichen für die Kennzeichnung von Waren. Die Römer und Griechen nutzten für diesen Zweck kleine Anhänger. In den folgenden Jahrhunderten veränderte sich an der Form nur wenig. Die Erfindung des Buchdrucks im 15. Jahrhundert stellte die Basis für bedruckte Etiketten dar, wenngleich deren Einsatz noch bis ins 18. Jahrhundert auf sich warten ließ. Zu dieser Zeit entstand auch der erste Aufkleber, der den heutigen gleicht. Die Rückseite wurde mit Leim bestrichen und der Aufkleber an der gewünschten Stelle angebracht. Im weiteren Entwicklungsverlauf folgten immer mehr künstlerische Gestaltungen. Das Bestreichen mit Leim war bis in das 20. Jahrhundert die einzige Form, Etiketten einfach haftbar zu machen. Stanton Avery stellte im Jahr 1935 in den USA die ersten gestanzten Selbstklebeetiketten her. Auf der Rückseite der Preisaufkleber, die er unter dem Namen Kum-Kleen vertrieb, war Kautschukkleber aufgetragen. So konnten diese auch einfacher wieder abgelöst werden. Die mittlerweile geläufigste Form der Beklebung wurde Anfang der 1950er Jahre von Werner Jackstädt und seinem Wuppertaler Unternehmen auf den Weltmarkt gebracht. Diese Form der Beklebung besteht aus einer Kunststofffolie und ist auf der Rückseite mit einer Klebeschicht versehen. Als günstige und simple Art, Botschaften in der Öffentlichkeit zu verbreiten, gewannen Aufkleber schnell an Beliebtheit.
Inzwischen werden bereits NFC-Chips in Aufklebern verbaut und diese mittels Harzschicht, sogenannten Domingaufklebern, auch für den Außenbereich dauerhaft verwendbar gemacht.

## Klebeetikett

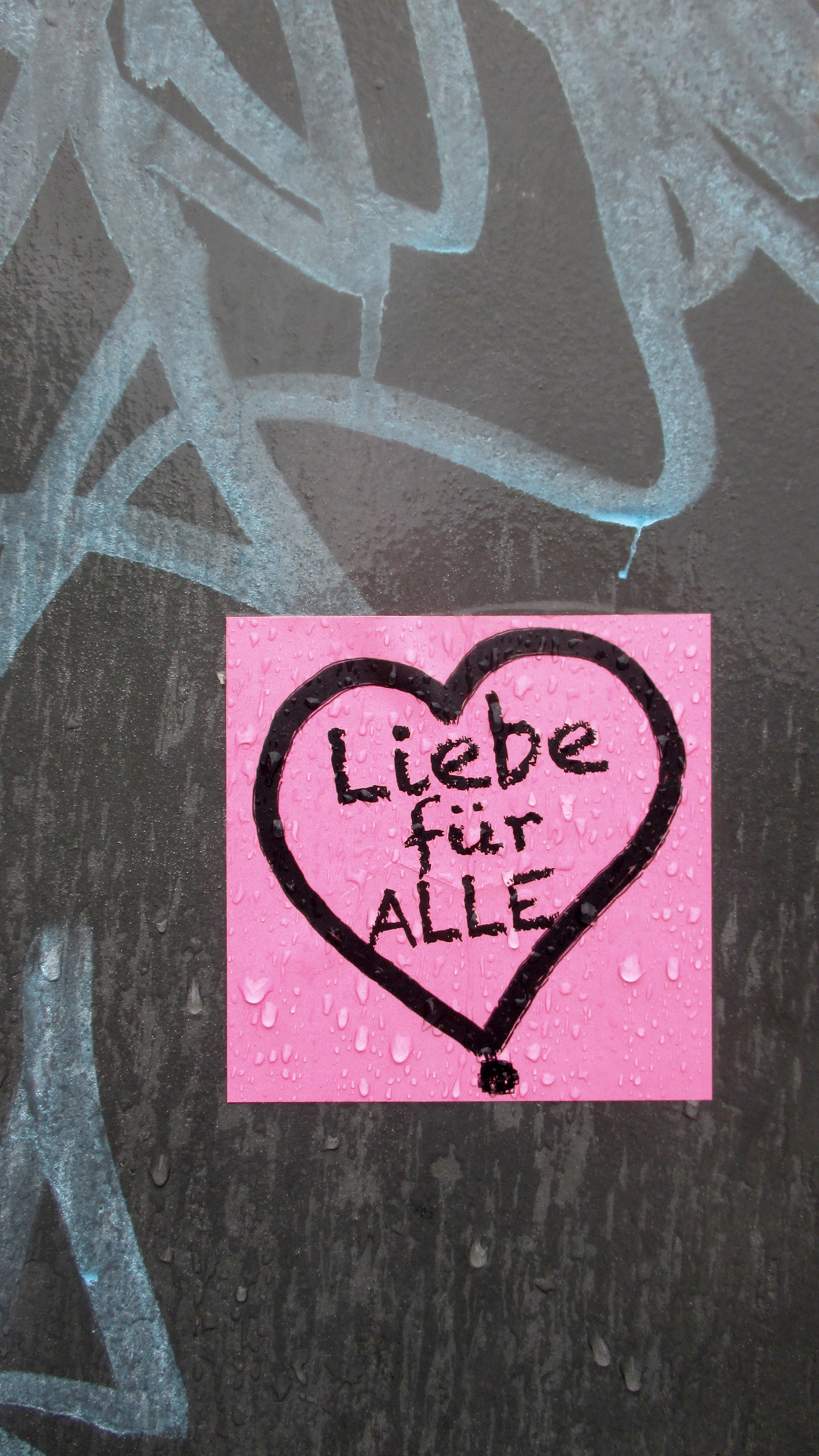
Klebeetikett – Aufkleber Liebe für ALLE auf Straßenlaterne in Dresden

Ein Klebeetikett in verschiedensten Materialien fungiert als Informationsträger oder Werbeträger. Je nach Anwendung ist die Zusammensetzung des Klebeetikettes unterschiedlich. Das Klebeetikett besteht aus dem Obermaterial, dem Klebstoff, einer Silikonschicht und im ursprünglichen Zustand des selbstklebenden Etiketts dem Trägermaterial meist Papier oder Karton, auf dem es zur Verfügung steht.
Verwendungszwecke für Klebeetiketten sind Preisschilder und Strichcodes auf Waren, Heft- und Buchetiketten in der Schule zur Kennzeichnung des Besitzers, Etiketten auf Verpackungen aus Glas oder Metall (im kommerziellen wie im privaten Bereich), Merkzettel zur Kennzeichnung aller denkbaren Gegenstände oder zur Dekoration derselben. Weitere besondere Aufkleber werden als Vignetten zum Berechtigungsnachweis für Leistungsbezüge eingesetzt. Es gibt unzählige Verwendungszwecke für speziellen Nutzungsbedarf, wie z. B. Tastaturaufkleber, Weinetiketten oder Wandtattoos.
Die mittlerweile geläufigste Form des Aufklebers, aus Kunststofffolie gefertigt und mit einer Klebeschicht versehen, wurde Anfang der 1950er-Jahre von Dr. h. c. Werner Jackstädt und seinem in Wuppertal ansässigen Unternehmen Jac auf den Weltmarkt gebracht. Über viele Jahrzehnte war Jackstädt Inhaber der Patente auf diese Erfindung. 2002 wurde das Unternehmen, welches zuletzt 2100 Mitarbeiter beschäftigte, an den US-amerikanischen Mitbewerber Avery Dennison veräußert. Das Ehepaar Jackstädt brachte das gemeinsame Vermögen in die Werner-Jackstädt-Stiftung ein.
Materialien für Klebeetiketten können sein:
- Papier (ungestrichen, matt gestrichen, glanz gestrichen (einfacher Maschinenstrich), gussgestrichen)
- Kunststoff (PE, PP, PVC, PET)
- Spezialmaterialien (Polyolefine, Tyvek)

Möglichkeiten der Bestückung mit Information:
- Thermodirekt (thermosensitive Schicht im Material die bei Erwärmung die Farbe ändert. In der Regel Schwarz aber auch Rot, Blau und Schwarz/Rot und Blau/Rot verfügbar)
- Thermotransfer (Farbmaterial wird durch Erwärmung auf die Oberfläche übertragen)

Je nach Konstellation kann das Farbmaterial auch in die Oberfläche „eingebrannt“ werden. Druckverfahren für Etiketten sind: Digitaldruck, Offsetdruck, Siebdruck, Flexodruck, Buchdruck.
Folgende Klebstofftypen sind definiert: Gummi/Harz, Synthesekautschuk, Silikon/Kautschuk/Harz und Akrylat. Bei Klebeetiketten kommen hauptsächlich synthetische Kautschuk- und Akrylat-Klebstoffe zum Einsatz.

## Sticker

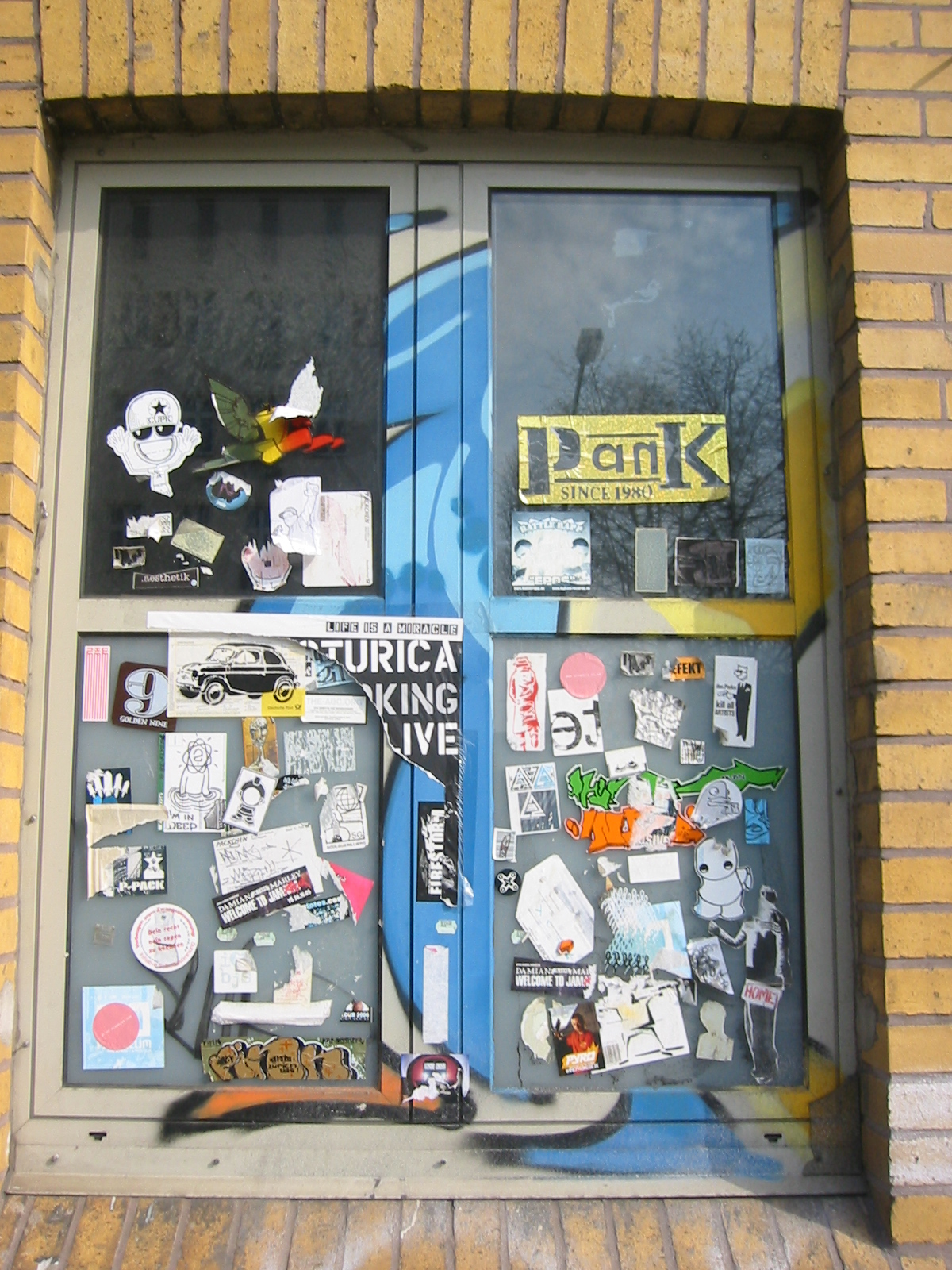
Beklebtes Fenster

Der Begriff Sticker (aus dem Englischen) bezeichnet einen Aufkleber, auf dessen Vorderseite ein Symbol oder Motiv aufgemalt, aufgezeichnet oder aufgedruckt ist und dessen Rückseite abgezogen werden kann und dann eine klebstoffüberzogene Fläche freigibt.
Stickeralben sind themenbezogene Sammelalben für Bilder zum Einkleben, die immer wieder für das Zielpublikum Kinder verkauft werden.
In der Streetart-Szene wird der Sticker als Variante des Graffito gebraucht, bei der Aufkleber an möglichst auffälligen Orten und teilweise als großformatige Plakate angebracht werden, siehe Stickerkunst.
In Japan sind Purikura-Fotoautomaten beliebt, die Sticker ausgeben.
In den sozialen Netzwerken und bei Nachrichtendiensten (Messengern) wird eine Form der Clipart als „Sticker“ bezeichnet. Dabei handelt es sich um Bilder oder Memes, die mit der Software mitgeliefert werden oder als Plug-in nachinstalliert werden können. Im Gegensatz zu Emoticons sind sie aufwendig gestaltet und stellen eine große Bandbreite an Alltagsgegenständen dar. Sie werden an die Nachricht angeheftet – daher der englische Name – und versandt. Oft sind sie animiert. Statt eines Gesichts wird die gewünschte Botschaft dann durch eine bestimmte Geste (GIF-Animation) oder Pose transportiert. Mit speziellen Programmen lassen sich eigene Sticker erstellen und bearbeiten. Apps und Dienste, die Sticker unterstützen, sind u. a. WhatsApp, Facebook, Instagram, Snapchat, Kik Messenger, Line, Discord, Telegram und Signal.

## Regionale Bezeichnungen
Ein Bapperl ist im engeren Sinn ein Aufkleber, gegebenenfalls auch ein Anstecker. Der Begriff ist ein Dialektausdruck aus dem bayerischen Raum und wird mitunter auch im Computerbereich für grafische Bildsymbole benutzt, die in Form eines Piktogrammes verwendet werden, um eine Bezeichnungsfunktion auszuüben. Er wird insofern dem Signet verwandt verwendet und als grafisches Gegenstück zum Logogramm verstanden. Bapperl kommt vom umgangssprachlich benutzten Verb „pappen“ für „kleben“.
Analog dazu existiert in Österreich der Begriff Pickerl, der vom umgangssprachlichen Wort „picken“ kommt. Er wird für alle Arten von Aufklebern und Etiketten verwendet, es steht aber insbesondere für die Begutachtungsplakette und die Autobahnvignette.

## Silhouetteaufkleber
Ein Silhouetteaufkleber ist eine besondere Art von Aufklebern, die meist einfarbig gehalten eine markante Silhouette eines Tieres (z. B. Elch), Wahrzeichens, Landes oder einer Insel (z. B. Sylt) zeigen.

## Rechtliches

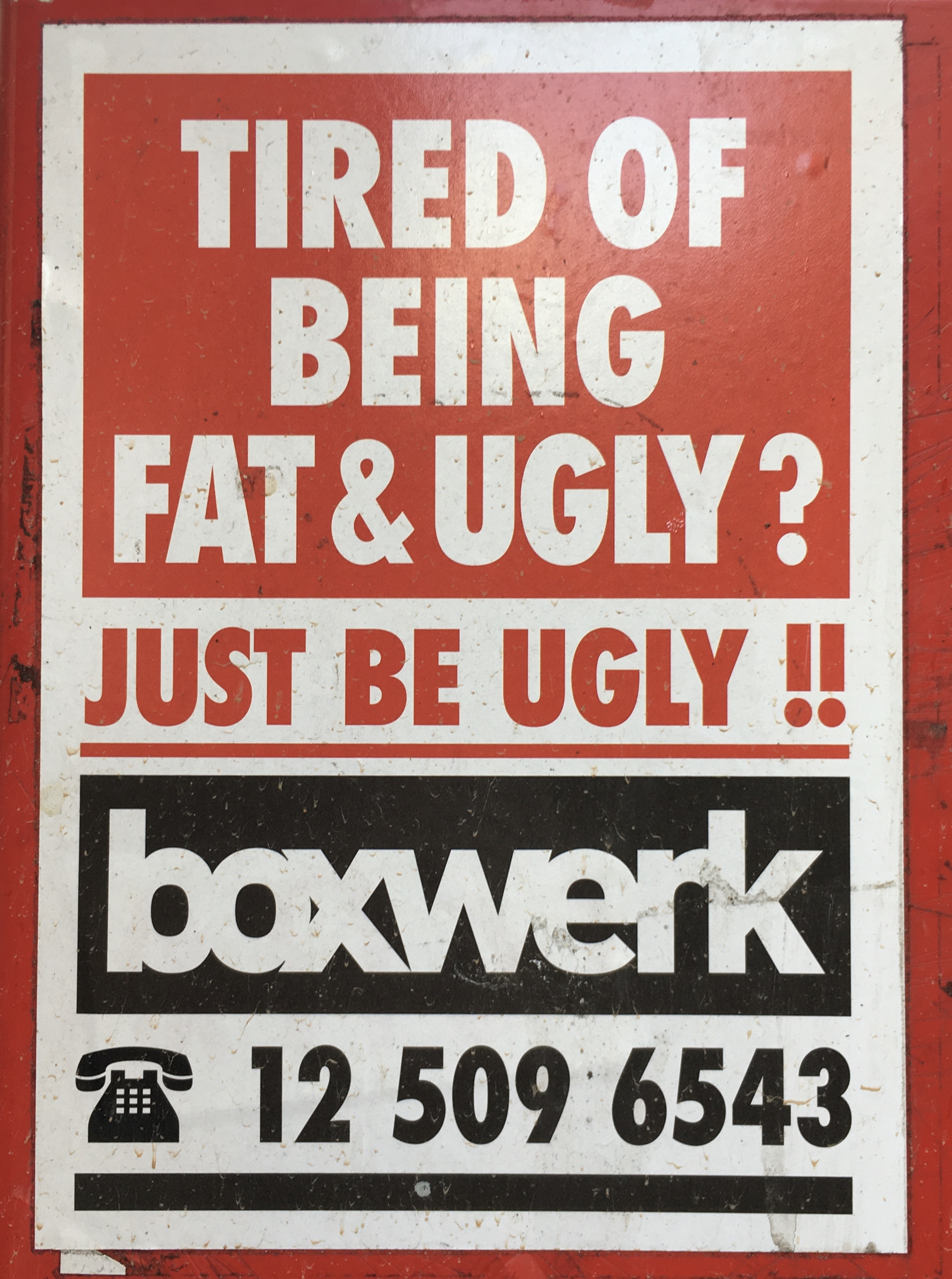
Ein Werbeaufkleber im Stil des Guerilla-Marketing für ein Box-Studio in Deutschland, das an einem privaten Verkaufsstand der Bild-Zeitung angebracht und daher illegal ist.

Aufkleber dürfen grundsätzlich nur auf eigenem Besitz angebracht werden. Aufkleber in der Öffentlichkeit können je nach Stadt und Art des Stickers als Sachbeschädigung oder Ordnungswidrigkeit ausgelegt werden. Oftmals kann jedoch der Verursacher nicht oder nur mit sehr hohem Aufwand herausgefunden werden, wodurch eine Art Duldung entsteht. Tabu sind Aufkleber, die die Verkehrssicherheit gefährden wie z. B. auf Ampelanlagen.